# Pediomelum mephiticum
Pediomelum mephiticum är en ärtväxtart som först beskrevs av Sereno Watson, och fick sitt nu gällande namn av Per Axel Rydberg. Pediomelum mephiticum ingår i släktet Pediomelum och familjen ärtväxter. Inga underarter finns listade i Catalogue of Life.